# Скнижка

Скнижка — река в России, протекает в Заокском районе Тульской области. Правый приток Оки.

## География
Река Скнижка берёт начало южнее посёлка Студёный. Течёт на северо-запад, пересекает федеральную автодорогу «Крым». Устье реки находится 1002 км по правому берегу Оки. Длина реки составляет 27 км, площадь водосборного бассейна 162 км².

## Данные водного реестра
По данным государственного водного реестра России относится к Окскому бассейновому округу, водохозяйственный участок реки — Ока от города Калуга до города Серпухов, без рек Протва и Нара, речной подбассейн реки — бассейны притоков Оки до впадения Мокши. Речной бассейн реки — Ока.
По данным геоинформационной системы водохозяйственного районирования территории РФ, подготовленной Федеральным агентством водных ресурсов:
- Код водного объекта в государственном водном реестре — 09010100812110000021975
- Код по гидрологической изученности (ГИ) — 110002197
- Код бассейна — 09.01.01.008
- Номер тома по ГИ — 10
- Выпуск по ГИ — 0